# Jamiat Ulema-e-Pakistán
Jamiat Ulema-e-Pakistán (JUP) (en urdu: جميعت علماء پاکستان ) (Asamblea de Ulemas Pakistaníes) es un partido político pakistaní usualmente visto como un vehículo político el movimiento religioso barelvi, la cual es una rama del sunismo. 

## Historia
La JUP fue fundado en 1948 en Pakistán, por los ulemas Mohammad Abdul Ghafoor Hazarbi y Abul Hasnaat Mohammaf Ahmad Qaadri. Surgió como sucesora de la Conferencia Sunita de Toda la India en el territorio pakkistaní, en marzo de 1948. Hazarbi presidió el partido hasta su muerte en 1970, siendo sucedido por Abdul Hamid Qadri Badayuni, Khwaja Qamar ul Din Sialvi, Faiz-ul Hassan Shah, Abdul Sattar Khan Niazi, Shah Ahmad Noorani Siddiqi, y Shah Anas Noorani (hasta su renuncia en marzo de 2008).

### Resultados electorales
En las elecciones parlamentarias de 2002, JUP fue parte de la coalición de derecha islámica Muttahida Majlis-e-Amal, donde obtuvieron el 11,3% de los votos y 53 de los 272 escaños, pero en las elecciones parlamentarias de 2008, solo obtuvieron el 2,21% de los votos y su cantidad de escaños se redujo a solo siete. El 12 de mayo de 2009, JUP se convirtió en uno de los ocho partidos políticos de la escuela de pensamiento barelvi en ser parte del Consejo Sunita Ittehad (CSI), para ''combatir la creciente talibanización del país''. En las elecciones parlamentarias de 2013, el CSI obtuvo solo e 0,08% de los votos, sin lograr un solo escaño parlamentario. Tanto Mutthuda Majlis-e-Amal y Jamiat Ulema-e-Pakistán (Niazi) obtuvieron menos de 100 votos en todo el país, es decir, menos del 0,00% del voto popular.

## Historial electoral
| Elección | Votos     | %    | Resultado |
| -------- | --------- | ---- | --------- |
| 1970     | 1 229 858 | 3,9  | 7/300     |
| 1977*    | 6 032 062 | 35,7 | 36/216    |
| 1990     | 310 953   | 1,5  | 3/207     |
| 2002**   | 3 335 643 | 11,4 | 63/342    |
| 2008     | 766 240   | 2,2  | 8/341     |
| 2013     | 67 966    | 0,2  | 0/342     |
| 2018     | 2 573 939 | 4,9  | 15/342    |

*En estas elecciones, JUP fue parte de la Alianza Nacional de Pakistán, conformada por Jamaat-e-Islami, la Liga Musulmana de Pakistán (N), y Tehrik-e-Istiqlal.
**Tanto en estas elecciones como las de 2008 y 2018, JUP fue parte de la coalición Muttahida Majlis-e-Amal, conformada por Jamaat-e-Islami, Jamiat Ulema-e-Islam, Tehrik-e-Jafaria, y Jamiat Ahle Hadiz.  